# Даянова, Таскира Байрамовна
Таскира́ (Тазкира́) Байра́мовна Дая́нова (баш. Тәскирә Байрам ҡыҙы Даянова; род. 10 января 1948, Королёво, Башкирская АССР) — башкирская детская писательница, драматург, педагог; член Союза писателей Республики Башкортостан. Лауреат премии Мечетлинского района имени Рашита Ахтари (2002) и Уфимской городской общественной премии «Учитель доброты» (2010).

## Биография
Родилась в деревне Королёво Аскинского района Башкирской АССР (ныне Республика Башкортостан). Родители вернулись в родную деревню Сулейманово Мечетлинского района. Училась в Сулеймановской начальной и Лемезтамаковской средней школе, окончила в 1966 году.
В 1973 году окончила Уфимское педагогическое училище № 1.
В 1971—2003 годах работала учителем начальных классов и воспитательницей в Юнусовской средней школе Мечетлинского района.

## Творчество
Первые сказки, написанные Т. Даяновой, вошли в книгу «Подарок хромой вороны» (1994) («Аҡһаҡ ҡарға» (баш.)).
Она начинает писать сценарии для школьного драматического кружка. Эти пьесы воспитывают в детях любовь к Родине, своей национальной культуре. Главные герои высоконравственны, мужественны и добры к окружающим, терпимы. Эти пьесы выходят в свет во второй книге Таскиры Даяновой «Канбаба» (2002).
В 2002 году писательница занимает призовое место на закрытом конкурсе пьес для зрителей школьного возраста, объявленном Молодёжным национальным театром совместно с Министерством Культуры и Национальной политики. В 2003 году Молодёжный театр ставит пьесу «Артыкбика» на своей сцене.
Также Таскира Даянова сотрудничает с детскими республиканскими изданиями «Аманат», «Акбузат», с журналом для молодежи «Шонкар», с литературно-художественно-политическим журналом «Агидель».
В третью книгу «Верь мне, лес!» (2007) вошли повести, рассказы и новеллы о подростках. В них поднимаются такие острые проблемы, как наркомания среди подростков, социальное неравенство, адаптация в обществе. Они привлекают не только юных читателей, но интересны и для взрослых.
В книгу «Последняя спичка» (2009) вошли повести и рассказы о судьбах женщин, которые в разных сложных жизненных ситуациях пытаются находить правильный путь, не ошибаться и оставаться достойными людьми.

### Избранные публикации
- Даянова Т. Б. Аҡһаҡ ҡарға бүләге: Әкиәттәр : [Для мл. шк. возраста]. — Уфа. — 42+3 с. (рус. Подарок хромой вороны : Сказки )
- Даянова Т. Һуңғы шырпы : повестар, хикәйәләр. — Өфө : Китап, 2011. — 187 б. — ISBN 978-5-295-05351-1 (рус. Последняя спичка)
- Даянова Т. Б. Ышан, урман! : [повесть, хикәйәләр, пьесалар]. — Өфө : Китап, 2007. — 150+2 б. — 3000 экз. — ISBN 978-5-295-04314-7 (рус. Верь мне, лес!)
- Даянова Т. Б. Ҡанбаба : Пьесалар. — Өфө : Китап, 2002. — 102+2 б. — 2000 экз. — ISBN 5-295-02939-5 (рус. Первопредок)
- Даянова Т. Б. Ағинәй юлы : хикәйәт, әкиәттәр, хикәйәләр, повестар. — Өфө : Китап, 2018. — 124 бит. — ISBN 978-5-295-06939-0

## Награды
- лауреат журнала «Аманат» (1989) — за сказки
- премия Мечетлинского района имени Рашита Ахтари[3]
- лауреат журнала «Агидель» (2006) — за повесть «Последняя спичка» («Һуңғы шырпы» (баш.))
- лауреат Республиканского конкурсе пьес для детей (2008, второе место) — за пьесу «Айдар+Диля»
- Уфимская городская общественная премия «Учитель доброты» (2010) — в номинации «Детскому писателю — за духовно-нравственное воспитание подрастающего поколения»
- Лауреат республиканского этапа международного конкурса рассказов имени Махмуда Кашгари (совместный конкурс Тюрксой, Евразийский союз писателей, журнал «Агидель», 2014, первое место)
- Лауреат ежегодной премии журнала «Аманат» имени Мифтахетдина Акмуллы (2017) — за повесть «Не потеряюсь когда ты есть» («Һин барҙа юғалмам» (баш.))